# Spaanse aakmeeldauw
De spaanse aakmeeldauw (Sawadaea bicornis)  is een echte meeldauwschimmel behorend tot de familie Erysiphaceae. Deze biotrofe parasiet leeft op (afgevallen) bladeren van Acer op rijke zandgronden in loofbossen.

## Taxonomie
Het werd voor het eerst wetenschappelik beschreven in 1819 door Carl Friedrich Wilhelm Wallroth, die het Alphitomorpha bicornis noemde. De huidige naam, erkend door Index Fungorum, werd in 1937 gegeven door Yasu Homma.

## Kenmerken
Anamorf
Het vormt kolonies aan beide zijden van de bladeren in de vorm van witte vlekken, die soms verdwijnen. Verschillende vormen van appressoria - papillair of gelobd, soms onopvallend. Conidioforen rechtopstaand, meestal met twee of drie onrijpe conidia aan de basis. Basale celgrootte (20) 30-50 × (6-) 7,5-10 µm. Conidia vormen zich in ketens. Ze zijn dunwandig, ongesepteerd, zonder fibrosine-lichaampjes, zonder gelatineus omhulsel en zonder aanhangsels. Hun oppervlak is glad of licht gestreept. Ze zijn ongeveer achthoekig in dwarsdoorsnede en cilindrisch-ellipsoïdaal in langsdoorsnede. De macroconidia zijn (20-)25–35 (-38) × (12-)13–18 (-22) µm. Microconidia van 7–11 × 6–9 µm worden ook gevormd, vaak op kleinere conidioforen.
Teleomorf
Als saprotroof ontwikkelt hij zich op afgevallen, dode bladeren. Cleistothecia met zakjes worden gevormd in kleine clusters of verspreid. Ze zijn bolvormig of enigszins afgeplat, 150–180 (-200) µm in diameter. Als ze volwassen zijn, hebben ze een zwart oppervlak. Het omhulsel is donkerbruin, gemaakt van dikwandige, veelhoekige cellen met een diameter van 8–12 µm. Op het bovenste gedeelte bevinden zich hyaliene, dikwandige aanhangsels. In volwassen toestand zijn ze tot ongeveer 100 µm lang, meestal twee of drie keer gevorkt in het bovenste gedeelte, zelden drievoudig vertakt. Het bovenste deel van de aanhangsels is meestal cirkelvormig of enigszins spiraalvormig opgerold. In één cleistothecium, 6–12 bolvormige of peervormige zakjes met afmetingen van 50–85 × 30–55 µm. Ze hebben een papillaire punt, bijna ongesteeld, dikwandig, onregelmatig gebarsten. In een ascus bevinden zicht  cilindrische, cilindrisch-ellipsoïdale of eivormig-cilindrische ascosporen. Ze zijn hyaliene, ongesepteerd, dunwandig, zonder gelatineus omhulsel en zonder aanhangsel.

## Verspreiding
De spaanse aakmeeldauw komt voor in Europa, Noord-Amerika, Oost-Rusland, Japan en Nieuw-Zeeland. In Nederland komt hij zeldzaam voor. Hij staat niet op de rode lijst en is niet bedreigd.

## Foto's

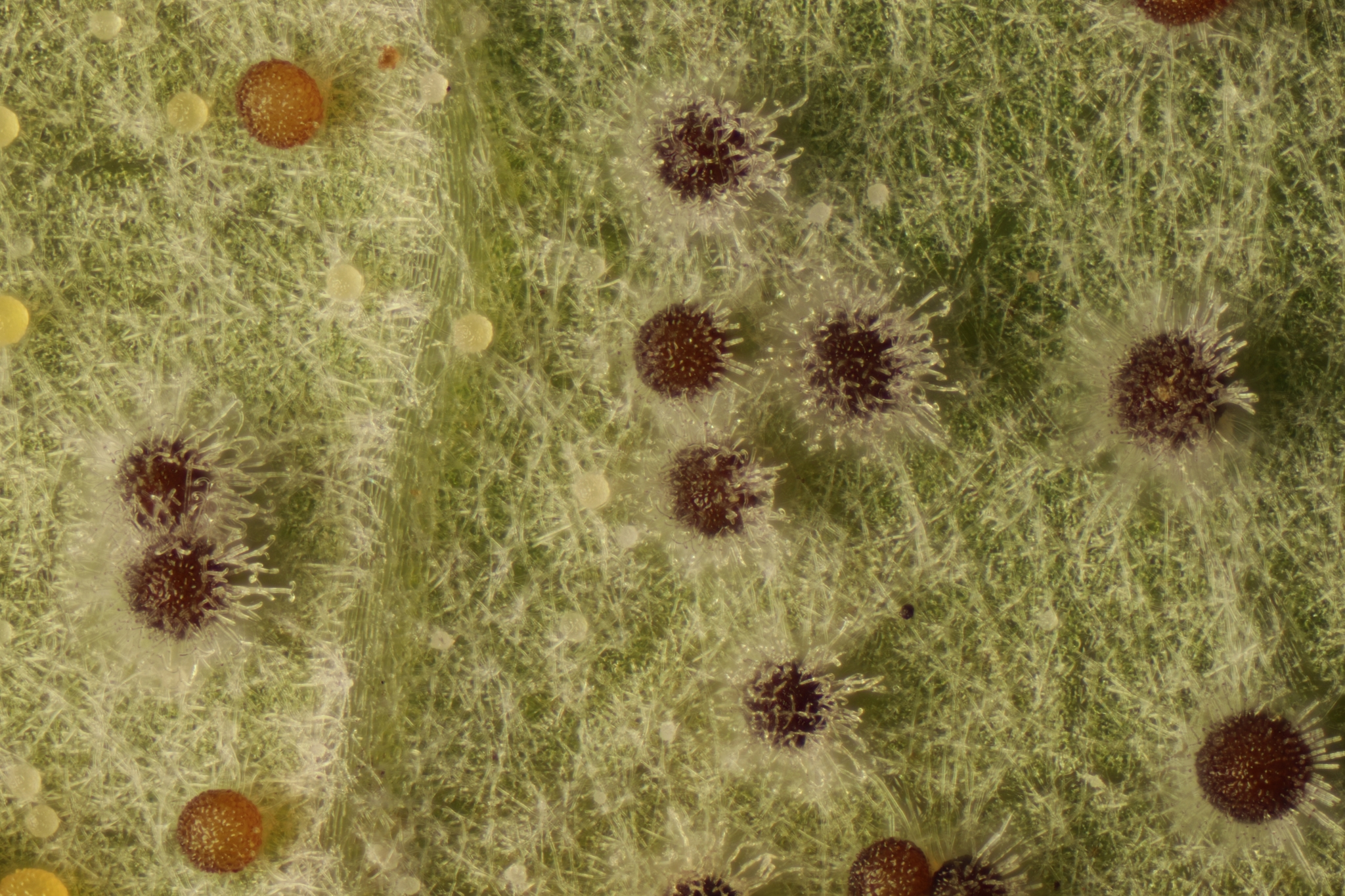
Cleistothecia (zwarte bolletjes)
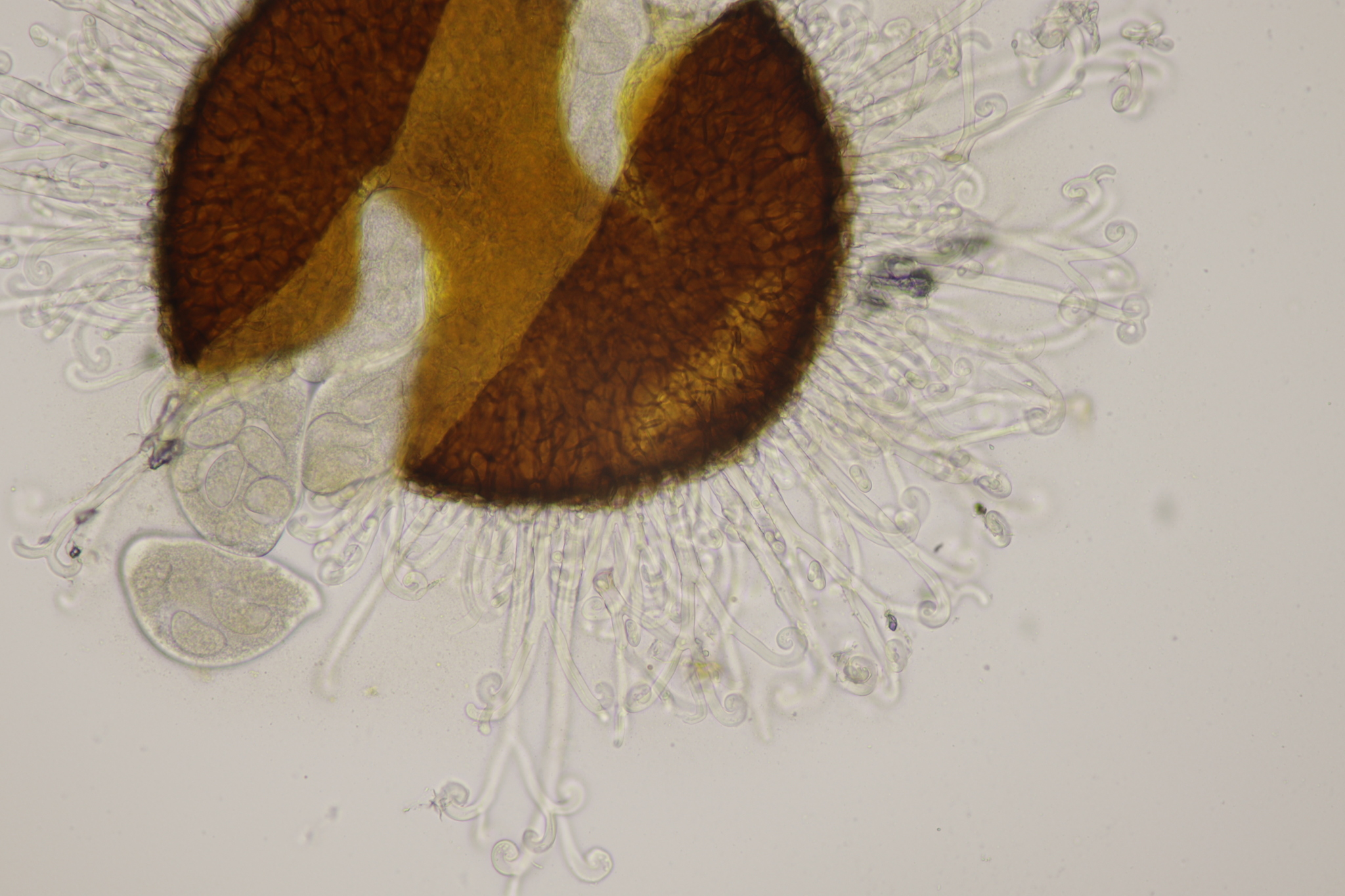
Cleistothecia (microscoop opname)
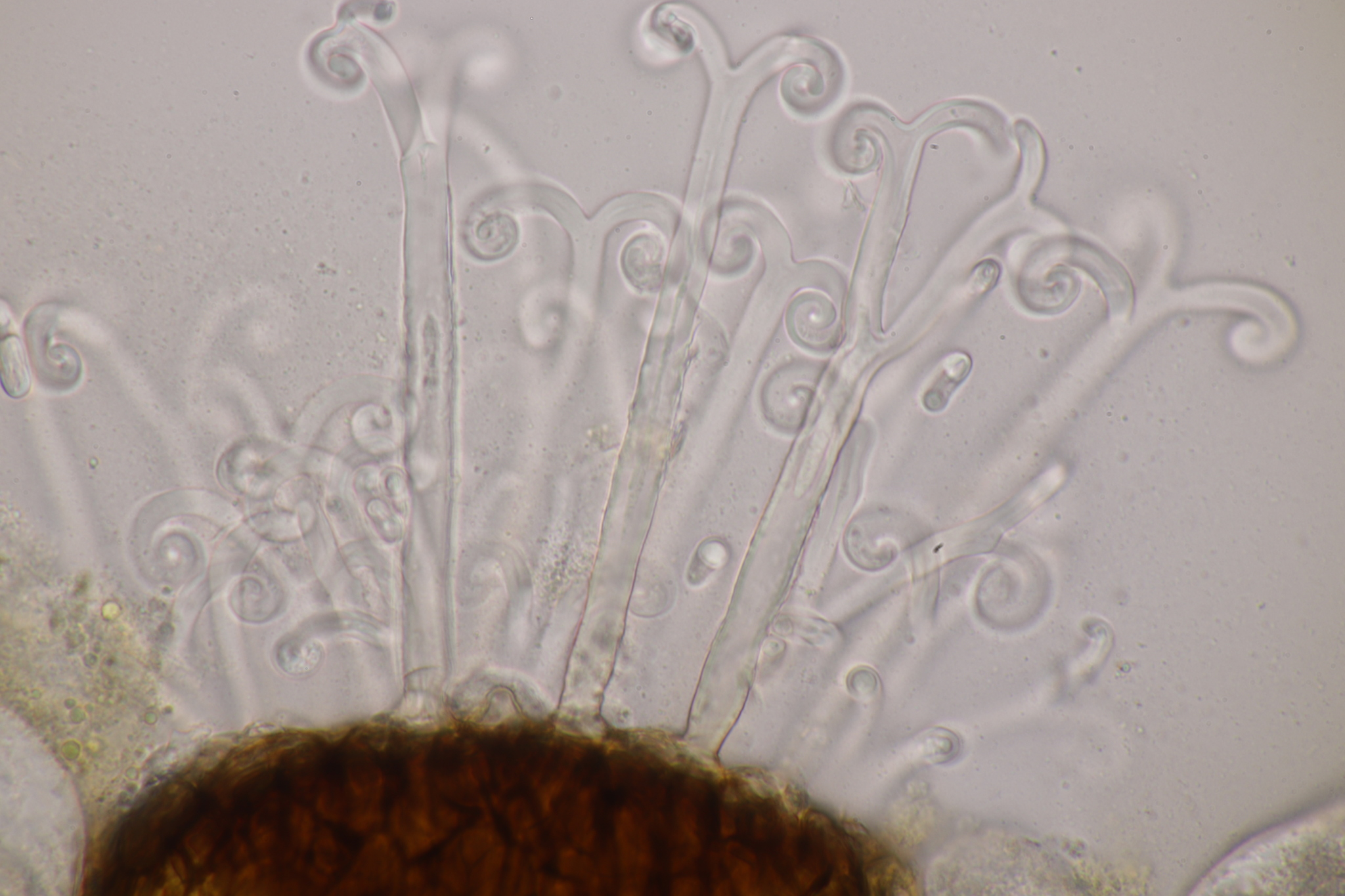
Aanhangsels
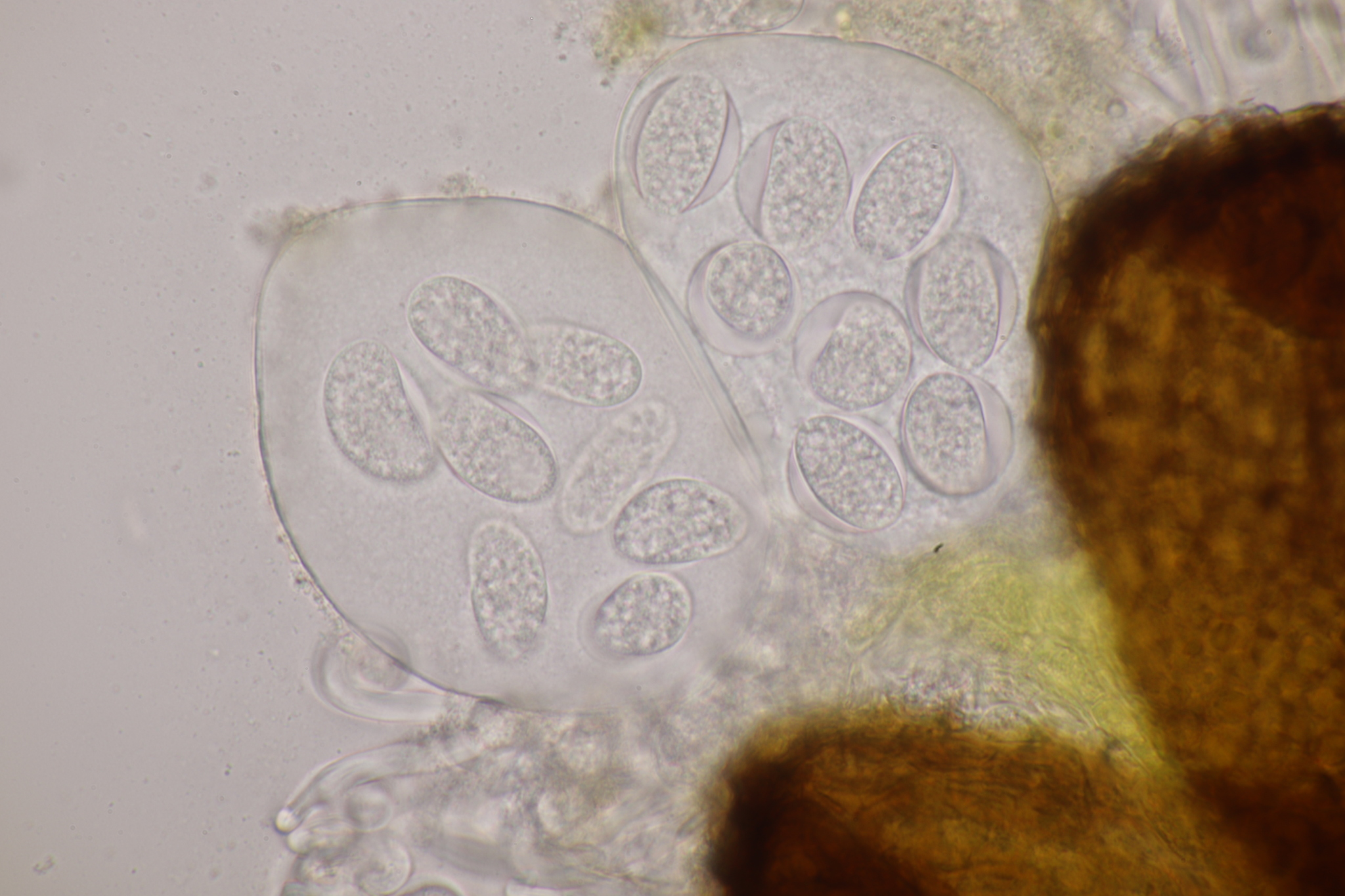
Asci met sporen